# Podosfairikī Athlītikī Enosī Kerkyra
Il Podosfairikī Athlītikī Enosī Kerkyra (in greco: Ποδοσφαιρική Αθλητική Ενωση Κέρκυρα) è una società calcistica greca con sede nella città di Corfù, in greco Kerkyra.

## Storia
Il club fu formato nel 1967 come "Kerkyraikos FC" dopo una fusione fra tre piccole società di Corfù, l'"Aris Kerkyras" (fondato nel 1924), l'"Ellesponto Kerkyras" (1923), e l'"Asteras Kerkyras" (1926). Queste tre squadre, insieme all'"Olympos Garitsas" dominavano il Campionato locale di Corfù prima della creazione del sistema del campionato nel 1967. Per rappresentare Corfù nel campionato nazionale di seconda divisione i tre club decisero di fondersi (appunto nel 1967). Nel 1969, a causa di una disputa per l'ingaggio di alcuni giocatori con l'Olympos Garitsas, il Kerkyraikos dovette cambiare il proprio nome in "AO Kerkyra".
Dopo 36 anni nelle serie minori il Kerkyra è riuscito a raggiungere la promozione in Alpha Ethniki (la massima serie) nel 2004. Il lungo sforzo per giungere al risultato è stato merito del presidente Spyros Kalogiannis, che nel 1999 prese la guida della società e riuscì a salire di tre categorie in quattro anni. Tuttavia, l'esperienza in prima divisione a lungo attesa non terminò come sperato, perché il club fu retrocesso con l'ultimo posto in classifica. Dopo un felice anno in Beta Ethniki, la stagione 2005-2006 è terminata con il Kerkyra promosso nuovamente in Alpha Ethniki, dove ci rimarrà solo per una stagione, in virtù del 14º posto in classifica.
L'ultima partecipazione nella massima divisione greca risale alla stagione 2017-2018.
Al termine della stagione 2019-2020, la società per problemi finanziari è costretta a ripartire dalla quarta serie nazionale, la Gamma Ethniki, cambiando denominazione in "PAE Kerkyra".

## Colori e simboli

### Colori
I colori della squadra sono il marrone e il blu, che rappresentano i colori dell'isola.

### Simboli ufficiali

#### Stemma
Il suo simbolo è un'antica triremi di Corfù ("Faiakes"), che è anche l'emblema della stessa isola.

## Strutture

### Stadio
La squadra, sin dalla sua fondazione, disputa i suoi incontri casalinghi nello Stadio Kerkyra di città di Corfù, situato a fianco dell'aeroporto.

## Tifoseria
I tifosi del Kerkyra sono sempre leali: sono soprannominati Vourligans, parola composto di vourlismenos (pazzo nel dialetto di Corfù) e hooligan.

## Rivalità
La più antica rivalità è con il team locale dell'Olympos Garitsas.
Il Kerkyra inoltre ha vecchie rivalità con squadre dell'Epiro come il Giannina, l'Anagennisi Artas, il Panaitolikos e il Tylikratis di Lefkada.

## Palmarès

### Competizioni nazionali
- Beta Ethniki: 1

2003-2004
- Gamma Ethniki: 1

2001-2002
- Delta Ethniki: 4

1983-1984 (gruppo 3), 1991-1992 (gruppo 7), 1995-1996 (gruppo 4), 2000-2001 (gruppo 3)

### Altri piazzamenti
- Football League (Grecia):

Secondo posto: 2015-2016
- Beta Ethniki:

Secondo posto: 2005-2006, 2009-2010
- Gamma Ethniki:

Terzo posto: 1977 (gruppo 4), 1978-1979 (gruppo 2)
- Delta Ethniki:

Terzo posto: 1990-1991 (gruppo 9), 1994-1995 (gruppo 4), 1999-2000 (gruppo 3)
Promozione: 1988-1989 (gruppo 3)

## Organico

### Rosa 2018-2019
| N. |                    | Ruolo | Calciatore                  |
| -- | ------------------ | ----- | --------------------------- |
| 1  | Grecia (bandiera)  | P     | Christos Athanasopoulos     |
| 2  | Grecia (bandiera)  | D     | Dimitrios Sandravelis       |
| 5  | Grecia (bandiera)  | D     | Angelos Vertzos             |
| 6  | Grecia (bandiera)  | C     | Nikos Kritikos              |
| 7  | Grecia (bandiera)  | A     | Konstantinos Georgakopoulos |
| 9  | Brasile (bandiera) | A     | Thuram                      |
| 10 | Grecia (bandiera)  | C     | Panagiotis Zorbas           |
| 11 | Grecia (bandiera)  | A     | Stelios Kritikos            |
| 12 | Grecia (bandiera)  | A     | Savvas Siatravanis          |
| 13 | Grecia (bandiera)  | P     | Fotis Koutzavasilis         |
| 14 | Grecia (bandiera)  | D     | Alexandros Kouros           |
| 17 | Grecia (bandiera)  | D     | Spyros Spinoulas            |
| 19 | Grecia (bandiera)  | A     | Alexandros Kontos           |
| 20 | Grecia (bandiera)  | A     | Georgios Apostolidis        |
| 21 | Grecia (bandiera)  | D     | Antonis Anastasiou          |

| N. |                                 | Ruolo | Calciatore              |
| -- | ------------------------------- | ----- | ----------------------- |
| 22 | Brasile (bandiera)              | C     | Bruno Mota              |
| 23 | Portogallo (bandiera)           | A     | Diogo Mingachos         |
| 24 | Grecia (bandiera)               | D     | Giannis Ioannou         |
| 27 | Grecia (bandiera)               | C     | Panagiotis Linardos     |
| 31 | Grecia (bandiera)               | A     | Antonis Gerekos         |
| 33 | Grecia (bandiera)               | D     | Dimitrios Theodorakis   |
| 44 | Grecia (bandiera)               | D     | Panagiotis Panagiotidis |
| 66 | Grecia (bandiera)               | P     | Nikolaos Voutselas      |
| 77 | Albania (bandiera)              | A     | Emiljano Vila           |
| 83 | Bosnia ed Erzegovina (bandiera) | C     | Branislav Nikić         |
| 88 | Brasile (bandiera)              | C     | Queven                  |
| 96 | Grecia (bandiera)               | A     | Klinton Noka            |
| 97 | Grecia (bandiera)               | A     | Markeljan Misku         |
| 99 | Grecia (bandiera)               | D     | Konstantinos Vlachos    |